# Đồng cỏ Nam Mỹ
Pampa (tiếng Quechua: Đồng bằng) là một khu vực đồng bằng màu mỡ rộng lớn ở Nam Mỹ, với diện tích 750.000 km2 (289.577 dặm vuông Anh). Nó bao trùm lên các tỉnh Buenos Aires, La Pampa, Santa Fe, Entre Ríos và Córdoba của Argentina, toàn bộ đất nước Uruguay và phần phía nam của bang Rio Grande do Sul của Brazil. Đây là một khu vực đồng bằng tự nhiên rộng lớn, chỉ bị gián đoạn bởi những ngọn đồi núi thấp là Ventana gần Bahía Blanca cao 1.300 mét và đồi Tandil gần Tandil cao 500 mét.
Đồng bằng Pampa có khí hậu ôn hòa, với lượng mưa 600 mm - đến 1.200 mm (23,6 - 47,2 inch), phân bố đều trong năm khiến đây là nơi thích hợp cho hoạt động nông nghiệp. Đây cũng là một khu vực tự nhiên riêng biệt của vùng đồng bằng Paraná - Paraguay lớn hơn. Đồng bằng là khu vực tự nhiên với nhiều loài động vật hoang dã độc đáo nhờ các địa hình khác nhau xung quanh nó, trong đó phải kể tới Đà điểu Nam Mỹ, Nai đồng cỏ Nam Mỹ, Thú có mai, Cáo pampa, Chồn Opossum tai trắng và một số loài khác.

## Khí hậu
Khí hậu của Pampa nói chung là khí hậu ôn đới, dần dần nhường chỗ cho một phần lớn hơn của khí hậu cận nhiệt đới ở phía bắc, và một khí hậu bán khô hạn trên rìa phía tây. Nhiệt độ mùa hè là ít biến động hơn so với mùa đông, thường dao động từ 28-33 °C (82-91 °F) trong ngày. Tuy nhiên, hầu hết các thành phố ở Pampa thỉnh thoảng có nhiệt độ đẩy cao lên tới 38 °C (100 °F). Điều này xảy ra khi một khối gió nóng thổi từ phía bắc xuống (miền nam Brazil). Trong tháng 4, mức nhiệt cao nằm trong khoảng từ 20 đến 25 °C (68-77 °F) và thấp từ 9-13 °C (48-55 °F). Sương giá đầu tiên đến vào giữa tháng 4 ở phía nam, vào cuối tháng hoặc đầu tháng 6 ở phía bắc đồng bằng.